# Calvário (São Tomé)
Calvário ist ein Berg auf der Insel São Tomé im Inselstaat São Tomé und Príncipe.

## Geographie
Der Calvário ist einer Gipfel im zentralen Bergmassiv der Insel. Im Umfeld liegen die Gipfel Pinheiro (W, 1306 m), Pico Ana de Chaves (S, 887), Monte de Dentro (NO, 885).